# Чилійський університет
Чилійський університет (ісп. Universidad de Chile) — державний університет, розташований у місті Сантьяго, Чилі. Найбільший та найстаріший вищий навчальний заклад у Чилі й один із найстаріших вишів у Латинській Америці. Заснований 17 вересня 1842 року на базі колоніального Королівського університету Сан-Феліпе, заснованого, своєю чергою, 1738 року. Серед випускників Чилійського університету двадцять керівників держав і два лауреати Нобелівської премії.

## Факультети
- Агрономічний
- Архітектури й урбаністики
- Мистецтв
- Хімії та фармацевтики
- Права
- Економіки
- Філософії та гуманітарних дисциплін
- Фізики й математики
- Медицини
- Стоматологічний
- Лісового господарства й екології
- Соціальних наук
- Ветеринарний

## Відомі випускники

### Президенти Чилі
- Федеріко Еррасуріс Саньярту
- Анібал Пінто Гармендіа
- Домінго Санта-Марія
- Федеріко Еррасуріс Ечауррен
- Херман Рієско Еррасуріс
- Педро Монт
- Рамон Баррос Луко
- Хуан Луїс Санфуентес
- Артуро Алессандрі
- Луїс Баррос Боргоньо
- Еміліано Фігероа Ларраїн
- Хуан Естебан Монтеро
- Педро Агірре Серда
- Габрієль Гонсалес Відела
- Хорхе Родрігес Алессандрі
- Сальвадор Альєнде
- Патрісіо Айлвін
- Едуардо Фрей Руїс-Тагле
- Рікардо Лаґос
- Мішель Бачелет